# Daniel Rednic
Daniel Rednic (n. 9 februarie 1978) este un fost jucător român de fotbal a jucat pe postul de mijlocaș. La înălțime are 174 cm și greutate 69 kg. La prima apariție a ziarului ProSport din 2 august 1997 spunea că Dinamo i-a tot! el împreună cu Daniel Florea au decis să părăsească pe Oțelul Galați pentru Dinamo București Marius Stan îi vânduse atunci pentru a plăti salariile celorlalți jucători așa își reamintise Viorel Ion.

## Legături externe
- Daniel Rednic la Romaniansoccer.ro